# Kismuncsel

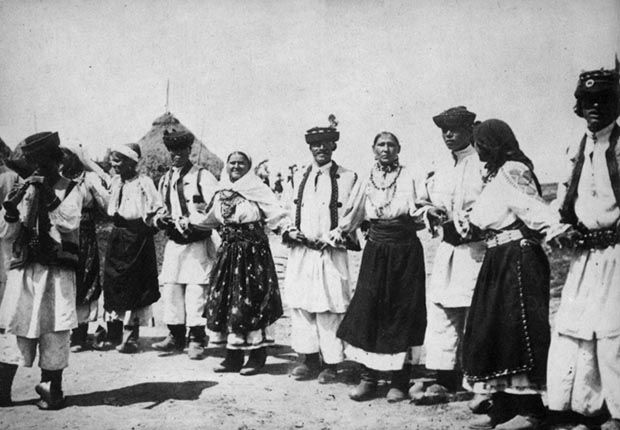
Pünkösdi táncmulatság Kismuncselben, 1905-ben

Kismuncsel (románul: Muncelu Mic) falu Romániában, Erdélyben, Hunyad megyében.

## Fekvése
A Ruszka-havas hegységben, Dévától 23 kilométerre délnyugatra található.

## Nevének eredete
A 'kis hegy' jelentésű román muncel szóból való, előtagja pedig Nagymuncselre vonatkozik. Először 1733-ban Muntselu-Mik, majd 1750-ben Muncsel, 1760–62-ben pedig Kis Muncsel néven írták össze.

## Története
Határában már Mária Terézia uralkodásának idején termeltek ólomércet. 1818-ban a kincstár vajdahunyadi uradalmához tartozott. 1820-ban 23 jobbágycsaládját írták össze. Ólombányája 1857-ben még működött, de mivel nem jövedelmezett, 1863-ban bezárták.
Próbafúrások után 1962-ben kezdték újra a színesfémek (réz, cink, ólom, ezüst) bányászatát. A mintegy kétszáz lakosú kis hegyi faluba ekkor ötször akkora bányászlakosság települt. A bánya 1998-ban bezárt, a munkanélkülivé vált lakók többsége azóta elköltözött.
1910-ben 206 lakosából 202 volt román, két magyar és két német anyanyelvű, 202 ortodox és négy zsidó vallású.
2002-ben 135 lakosából 118 volt román és 17 magyar nemzetiségű; 113 ortodox, 11 református, 7 pünkösdi és 4 római katolikus vallású.

## Képek

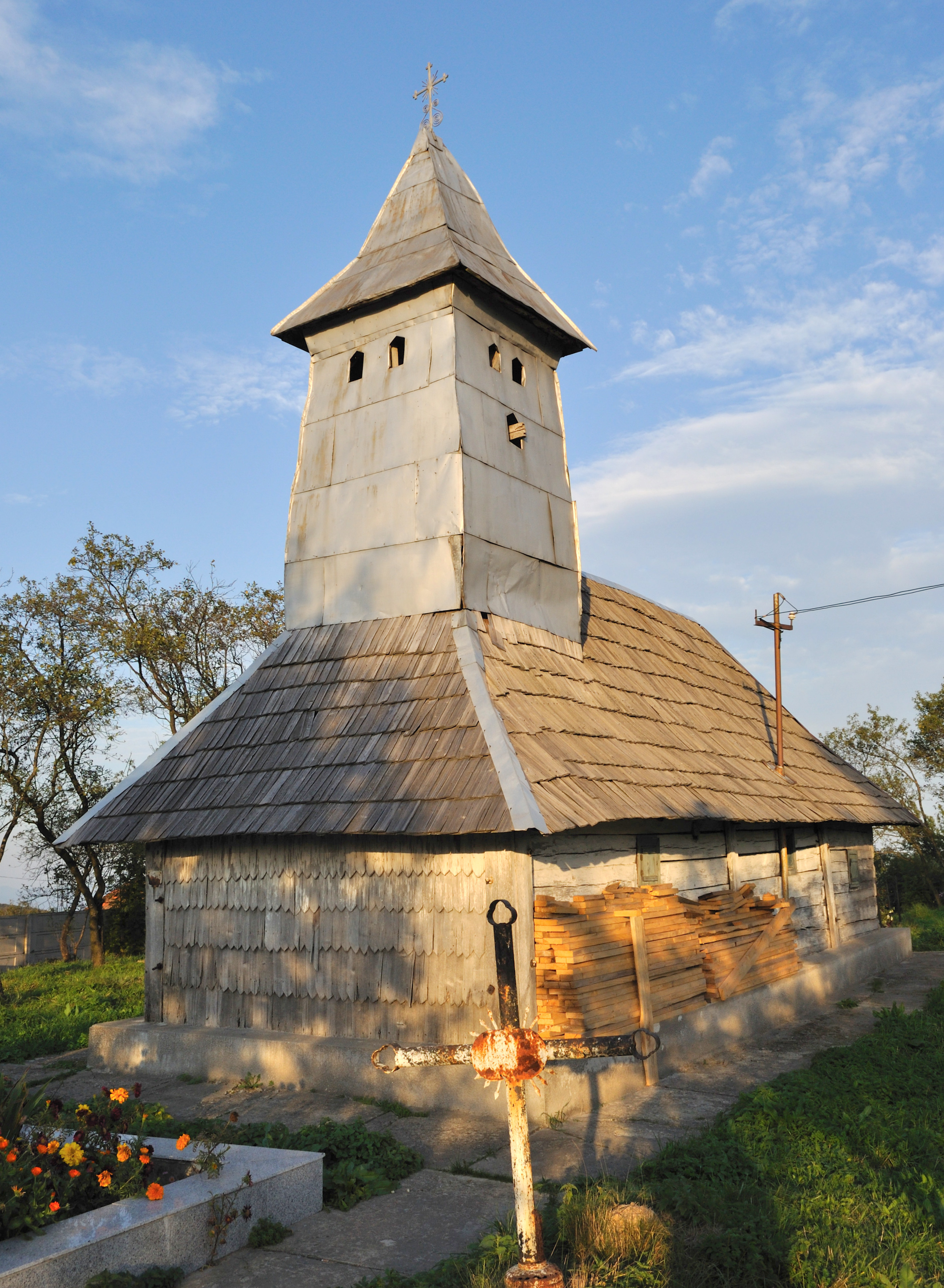
A település 1869-ben épült ortodox fatemploma
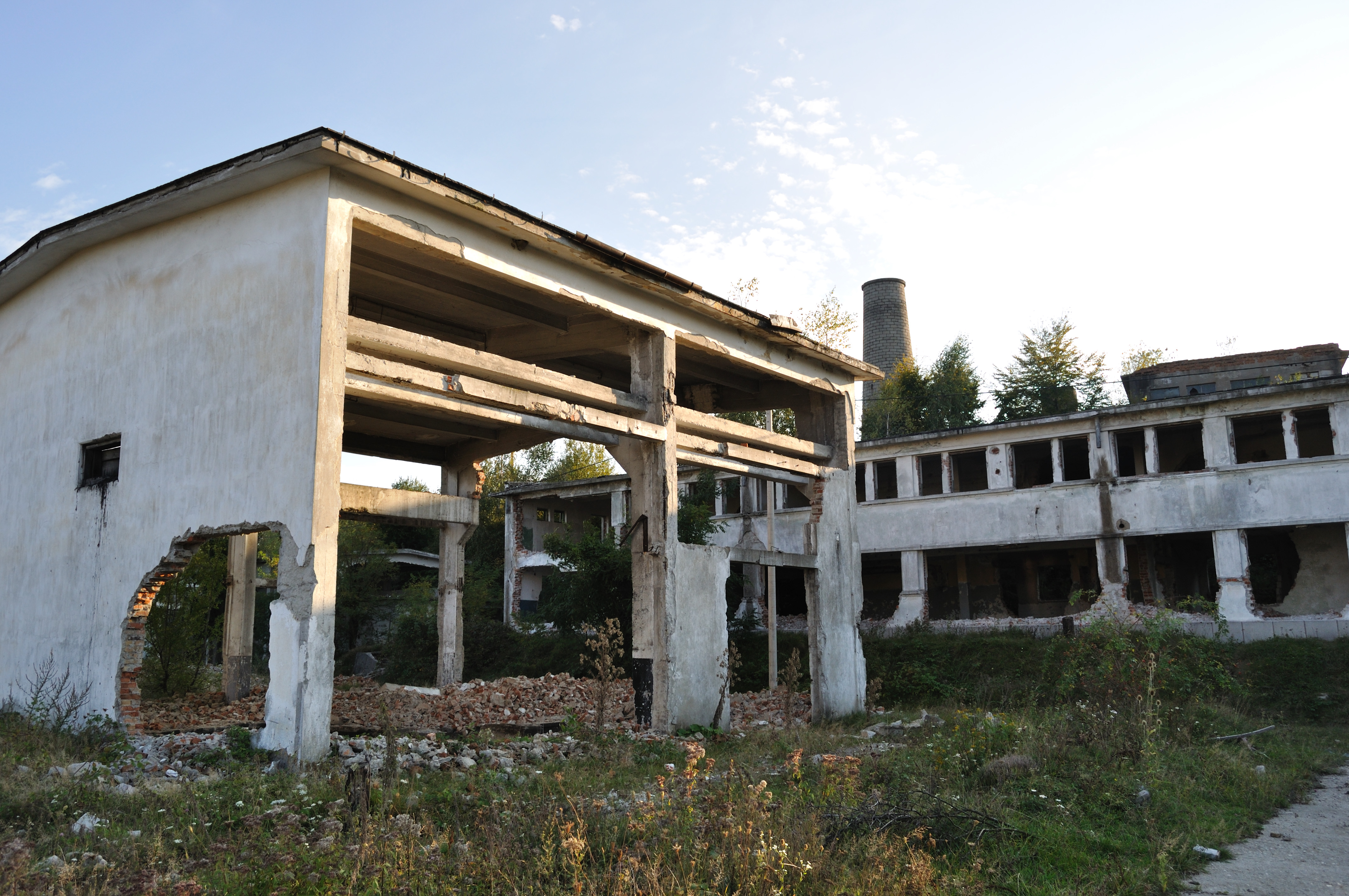
A bánya romos épülete
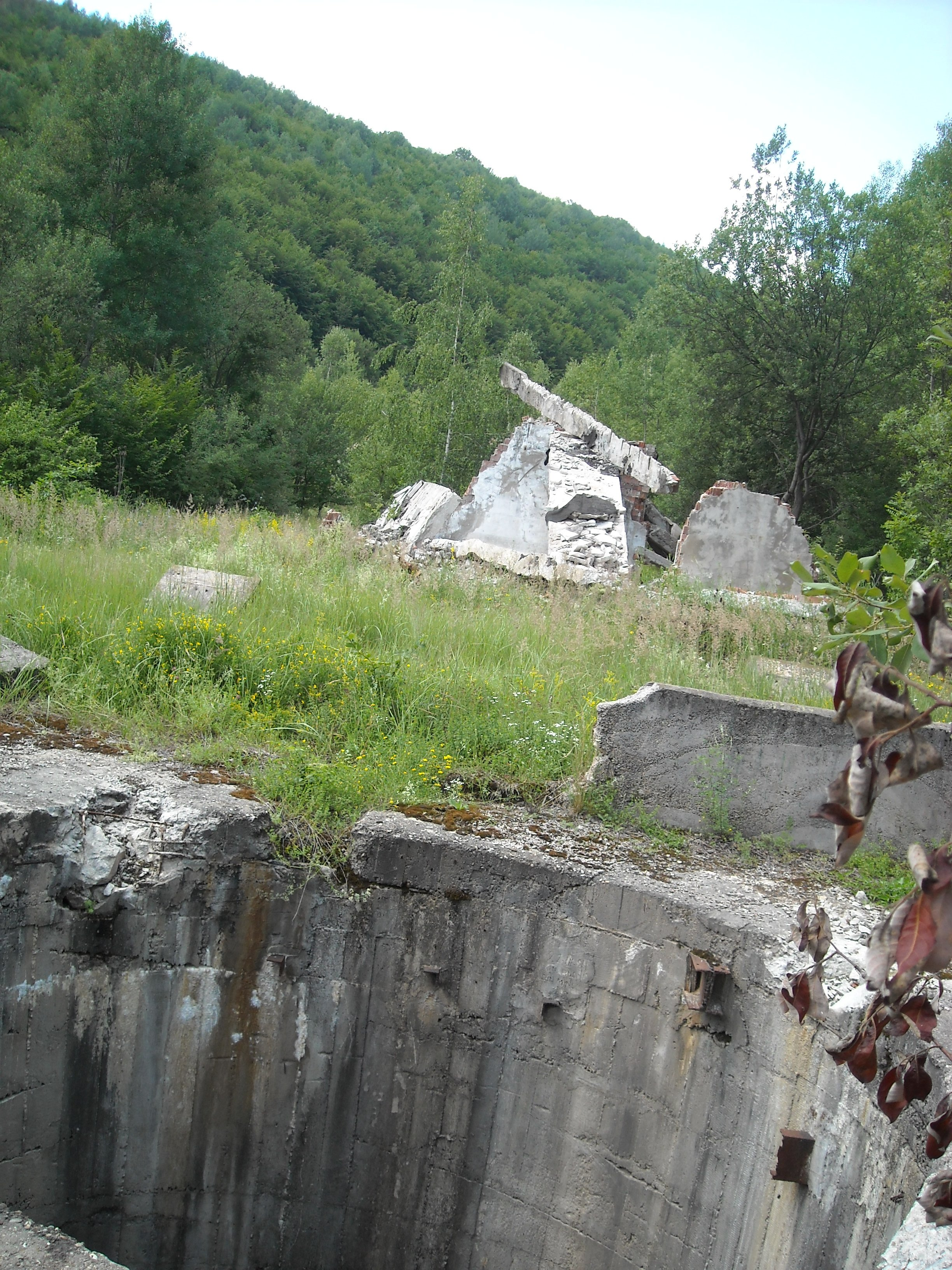
Az elhagyott egykori 13-as akna Kismuncseltől keletre
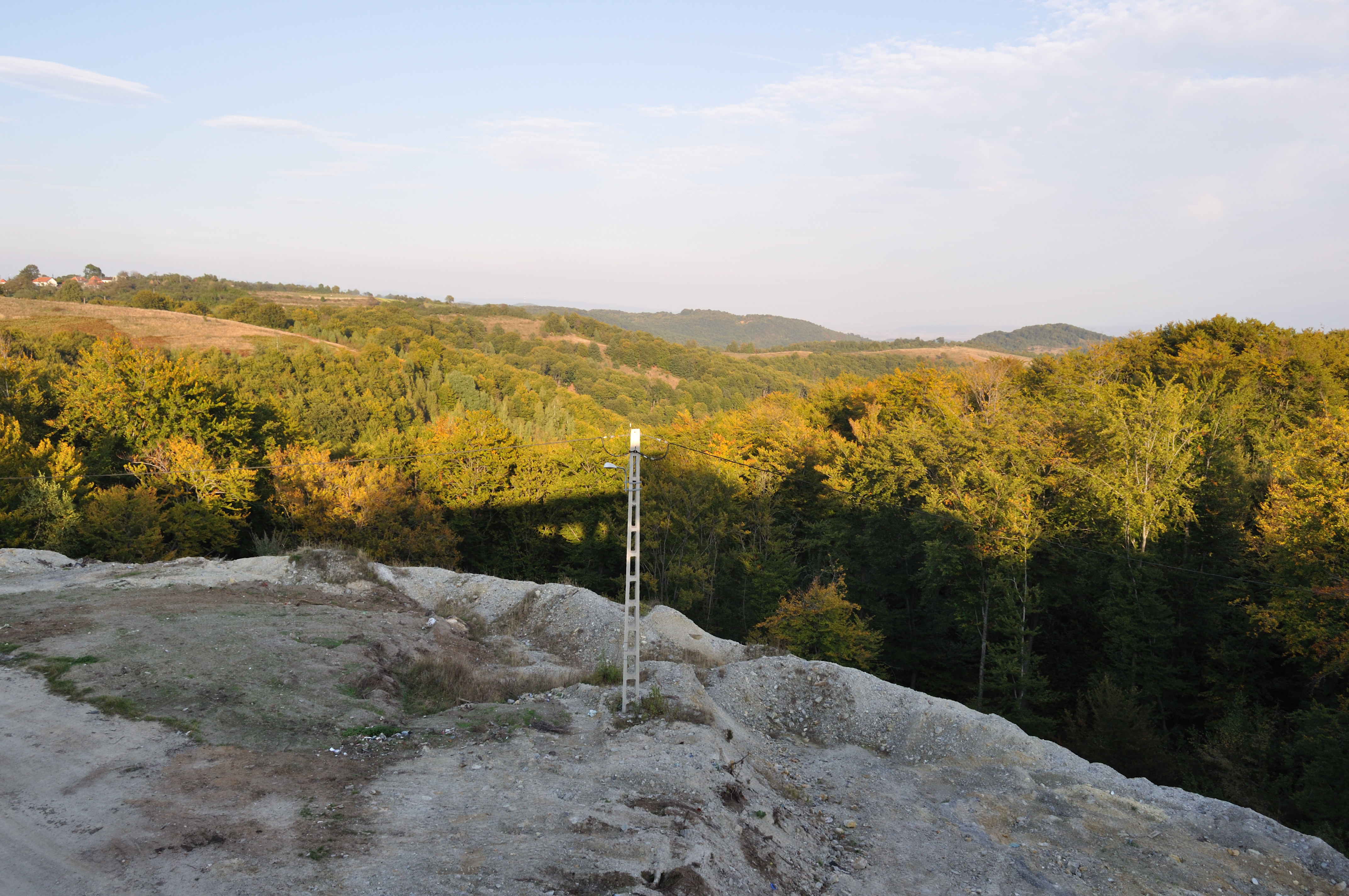
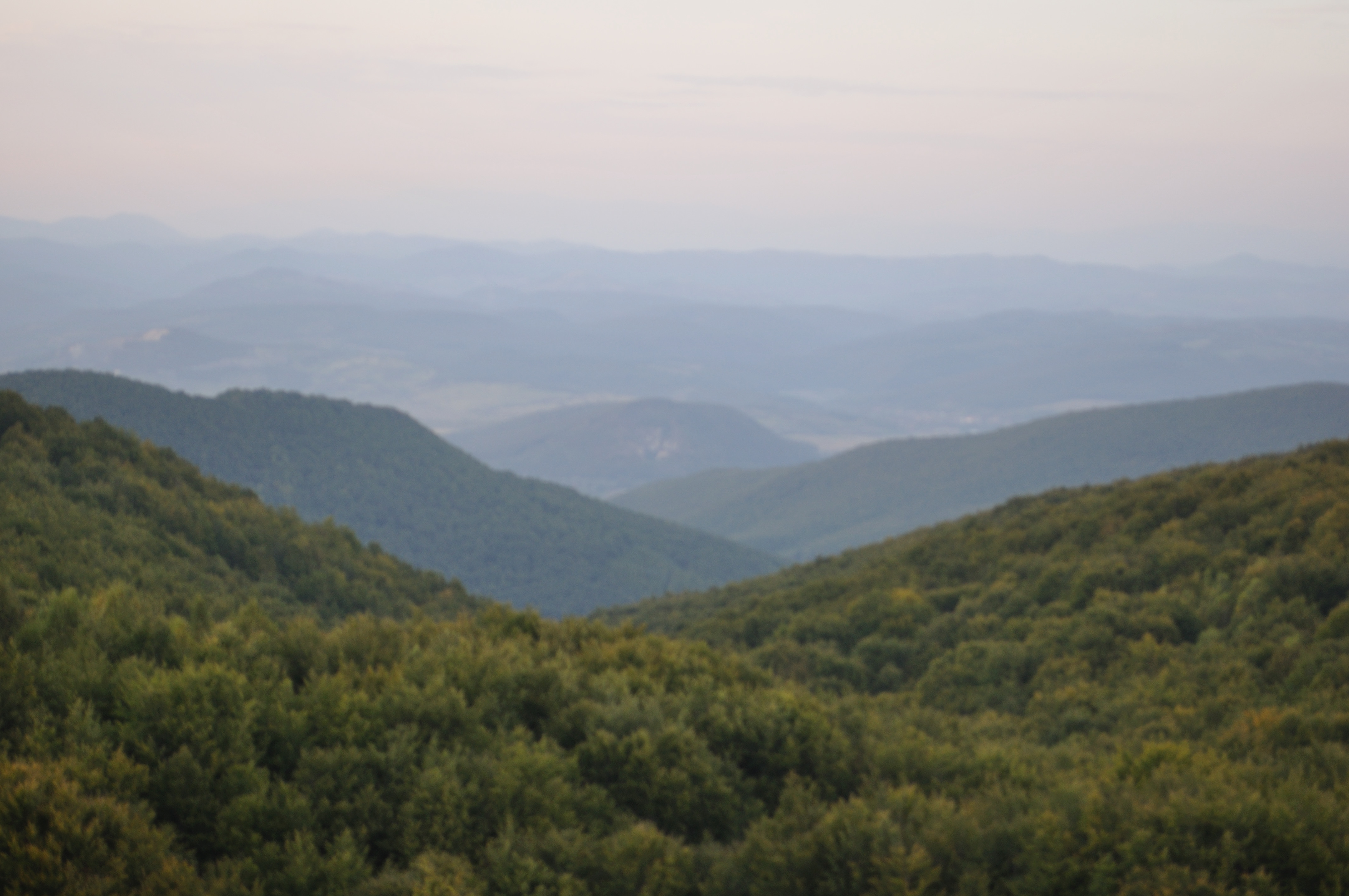